# راؤول تشافيز
راؤول تشافيز (بالإسبانية: Raúl Chávez)‏ هو لاعب كرة قاعدة فنزويلي، ولد في 18 مارس 1973 في بلنسية في فنزويلا.

## وصلات خارجية
- راؤول تشافيز على موقع دوري كرة القاعدة الرئيسي (الإنجليزية)
- راؤول تشافيز على موقعبيزبول رفرنس.كوم (الدوري الرئيسي) (الإنجليزية)
- راؤول تشافيز على موقعبيزبول رفرنس.كوم (الدوري الثانوي) (الإنجليزية)
- راؤول تشافيز على موقع إي إس بي إن.كوم (أم.أل.بي) (الإنجليزية)
- راؤول تشافيز على موقع مشجعي الرسوم البيانية (الإنجليزية)